# لي وير
لي وير (بالإنجليزية: Lee Ware)‏ هو سياسي أمريكي، ولد في 20 أغسطس 1952. حزبياً، نشط في الحزب الجمهوري.